# کوه چوگاچ
کوه چوگاچ (به انگلیسی: Chugach Mountains) یک کوهستان و رشته‌کوه در ایالات متحده آمریکا است که در آلاسکا واقع شده‌است. کوه چوگاچ ۳٬۹۹۱٫۱ متر بالاتر از سطح دریا واقع شده‌است.